# Pakistanische Cricket-Nationalmannschaft in England in der Saison 1978
Die Tour der pakistanischen Cricket-Nationalmannschaft nach England in der Saison 1978 fand vom 24. Mai bis zum 4. Juli 1978 statt. Die internationale Cricket-Tour war Bestandteil der Internationalen Cricket-Saison 1978 und umfasste drei Tests und zwei ODIs. England gewann die Test- und ODI-Serie jeweils 2–0.

## Vorgeschichte
Für beide Mannschaften war es die erste Tour der Saison.
Das letzte Aufeinandertreffen der beiden Mannschaften bei einer Tour fand in der Saison 1977/78 in Pakistan statt.

## Stadien
Die folgenden Stadien wurden für die Tour als Austragungsort vorgesehen.
| Stadion                     | Stadt      | Kapazität | Spiele  |
| --------------------------- | ---------- | --------- | ------- |
| Edgbaston Cricket Ground    | Birmingham | 24.803    | 1. Test |
| Headingley Stadium          | Leeds      | 17.000    | 3. Test |
| The Oval                    | London     | 23.500    | 2. ODI  |
| Lord’s Cricket Ground       | London     | 30.000    | 2. Test |
| Old Trafford Cricket Ground | Manchester | 19.000    | 1. ODI  |

## Kaderlisten
Die beiden Mannschaften benannten die folgenden Kader.
| Test | Test | ODI | ODI |
| England | Pakistan | England | Pakistan |
| --- | --- | --- | --- |
| - Mike Brearley (K) - Ian Botham - Phil Edmonds - Graham Gooch - David Gower - Geoff Miller - Chris Old - Clive Radley - Graham Roope - Bob Taylor (wk) - Bob Willis - Barry Wood | - Wasim Bari (K, wk) - Haroon Rasheed - Iqbal Qasim - Javed Miandad - Liaqat Ali - Mohsin Khan - Mudassar Nazar - Sadiq Mohammad - Sarfraz Nawaz - Sikander Bakht - Talat Ali - Wasim Raja | - Geoff Boycott (K) - Bob Willis (VK) - Ian Botham - Phil Edmonds - David Gower - John Lever - David Lloyd - Geoff Miller - Chris Old - Clive Radley - Graham Roope - Bob Taylor (wk) - Barry Wood | - Wasim Bari (K, wk) - Arshad Pervez - Haroon Rasheed - Iqbal Qasim - Javed Miandad - Liaqat Ali - Mohsin Khan - Mudassar Nazar - Naeem Ahmed - Sadiq Mohammad - Sarfraz Nawaz - Sikander Bakht - Wasim Raja |

## One-Day Internationals

### Erstes ODI in Manchester
| 24./25. Mai Scorecard | Manchester | England 217-7 (55/55)        | – | Pakistan 85 (47/55) |
|                       |            | England gewinnt mit 132 Runs |   |                     |

England gewann den Münzwurf und entschied sich als Schlagmannschaft zu beginnen. Als Spieler des Spiels wurde Bob Willis ausgezeichnet.

### Zweites ODI in London
| 26. Juni Scorecard | London (Oval) | England 248-6 (55/55)       | – | Pakistan 154-8 (55/55) |
|                    |               | England gewinnt mit 94 Runs |   |                        |

Pakistan gewann den Münzwurf und entschied sich als Feldmannschaft zu beginnen. Als Spieler des Spiels wurde David Gower ausgezeichnet.

## Tests

### Erster Test in Birmingham
| 1. – 5. Juni Scorecard | Birmingham | Pakistan 164 (60.4) & 231 (103.4)             | – | England 452-8d (144) |
|                        |            | England gewinnt mit einem Innings und 57 Runs |   |                      |

Pakistan gewann den Münzwurf und entschied sich als Schlagmannschaft zu beginnen.

### Zweiter Test in London
| 15. – 19. Juni Scorecard | London (Lord’s) | England 364 (91.2)                            | – | Pakistan 105 (36) & 139 (66.5) (f/o) |
|                          |                 | England gewinn mit einem Innings und 120 Runs |   |                                      |

England gewann den Münzwurf und entschied sich als Schlagmannschaft zu beginnen.

### Dritter Test in Leeds
| 29. Juni – 4. Juli Scorecard | Leeds | Pakistan 201 (105.4) | – | England 119-7 (54) |
|                              |       | Remis                |   |                    |

Pakistan gewann den Münzwurf und entschied sich als Schlagmannschaft zu beginnen.